# Bożena Haracz
Bożena Haracz (* 28. Oktober 1962, geborene Bożena Wojtkowska) ist eine ehemalige polnische Badmintonspielerin. 

## Sportliche Karriere
1976 gewann sie mit Bronze ihre erste Medaille bei den Polnischen Einzelmeisterschaften. Später avancierte sie zur polnischen Serienmeisterin. Insgesamt erkämpfte sie sich 6 Einzeltitel, 17 Doppeltitel und 11 Mixedtitel.
International war Haracz Stammgast in der DDR beim Werner-Seelenbinder-Turnier. 1992 startete sie mit Beata Syta im Damendoppel bei Olympia und wurde 17.

## Sportliche Erfolge
| Saison    | Veranstaltung                                          | Disziplin   | Platz | Name                                                                     |
| --------- | ------------------------------------------------------ | ----------- | ----- | ------------------------------------------------------------------------ |
| 1976      | Polnische Einzelmeisterschaften                        | Dameneinzel | 3     | Bożena Wojtkowska (Unia Głubczyce)                                       |
| 1977      | Polnische Meisterschaften der Junioren                 | Damendoppel | 1     | Bożena Wojtkowska / Elzbieta Utecht                                      |
| 1978      | Polnische Meisterschaften der Junioren                 | Damendoppel | 1     | Bożena Wojtkowska / Ewa Rusznica                                         |
| 1978      | Polnische Einzelmeisterschaften                        | Mixed       | 2     | Ryszard Bernardyn / Bożena Wojtkowska (Azs Awf Wrocław / Unia Głubczyce) |
| 1978      | Polnische Meisterschaften der Junioren                 | Dameneinzel | 1     | Bożena Wojtkowska                                                        |
| 1978      | Polnische Einzelmeisterschaften                        | Damendoppel | 1     | Elżbieta Utecht / Bożena Wojtkowska (Unia Głubczyce)                     |
| 1979      | Polnische Meisterschaften der Junioren                 | Dameneinzel | 1     | Bożena Wojtkowska                                                        |
| 1979      | Polnische Einzelmeisterschaften                        | Dameneinzel | 2     | Bożena Wojtkowska (Polonia Głubczyce)                                    |
| 1979      | Polnische Meisterschaften der Junioren                 | Damendoppel | 1     | Bożena Wojtkowska / Ewa Rusznica                                         |
| 1979      | Polnische Meisterschaften der Junioren                 | Mixed       | 1     | Kazimierz Ciuryś / Bożena Wojtkowska                                     |
| 1979      | Polnische Einzelmeisterschaften                        | Damendoppel | 1     | Maria Bahryj / Bożena Wojtkowska (Polonia Głubczyce)                     |
| 1980      | Polnische Meisterschaften der Junioren                 | Damendoppel | 1     | Bożena Wojtkowska / Ewa Rusznica                                         |
| 1980      | Polnische Einzelmeisterschaften                        | Damendoppel | 1     | Ewa Rusznica / Bożena Wojtkowska (Polonia Głubczyce)                     |
| 1980      | Polnische Meisterschaften der Junioren                 | Dameneinzel | 1     | Bożena Wojtkowska                                                        |
| 1980      | Polnische Einzelmeisterschaften                        | Mixed       | 3     | Kazimierz Ciurys / Bożena Wojtkowska (Polonia Głubczyce)                 |
| 1980      | Polnische Einzelmeisterschaften                        | Dameneinzel | 1     | Bożena Wojtkowska (Polonia Głubczyce)                                    |
| 1980      | Österreich: Internationale Meisterschaften             | Damendoppel | 1     | Bożena Wojtkowska / Maria Bahryj                                         |
| 1981      | Polnische Meisterschaften der Junioren                 | Mixed       | 1     | Jerzy Gwóźdź / Bożena Wojtkowska                                         |
| 1981      | Polnische Einzelmeisterschaften                        | Mixed       | 3     | Kazimierz Ciurys / Bożena Wojtkowska (Technik Głubczyce)                 |
| 1981      | Polnische Meisterschaften der Junioren                 | Damendoppel | 1     | Bożena Wojtkowska / Ewa Rusznica                                         |
| 1981      | Polnische Meisterschaften der Junioren                 | Dameneinzel | 1     | Bożena Wojtkowska                                                        |
| 1981      | Polnische Einzelmeisterschaften                        | Damendoppel | 1     | Bożena Wojtkowska / Zofia Żółtańska (Technik Głubczyce)                  |
| 1981      | Österreich: Internationale Meisterschaften             | Damendoppel | 1     | Bożena Wojtkowska / Ewa Rusznica                                         |
| 1981      | Polnische Einzelmeisterschaften                        | Dameneinzel | 1     | Bożena Wojtkowska (Technik Głubczyce)                                    |
| 1982      | Polnische Einzelmeisterschaften                        | Damendoppel | 1     | Ewa Rusznica / Bożena Wojtkowska (Technik Głubczyce)                     |
| 1982      | Polnische Einzelmeisterschaften                        | Dameneinzel | 1     | Bożena Wojtkowska (Technik Głubczyce)                                    |
| 1982      | Polnische Internationale Meisterschaften               | Damendoppel | 1     | Bożena Wojtkowska / Ewa Rusznica                                         |
| 1982      | Polnische Einzelmeisterschaften                        | Mixed       | 1     | Jerzy Dołhan / Bożena Wojtkowska (Technik Głubczyce)                     |
| 1982/1983 | DDR: Internationales Werner-Seelenbinder-Gedenkturnier | Dameneinzel | 2     | Bożena Wojtkowska                                                        |
| 1982/1983 | DDR: Internationales Werner-Seelenbinder-Gedenkturnier | Damendoppel | 2     | Bożena Wojtkowska / Ewa Rusznica                                         |
| 1983      | Polnische Einzelmeisterschaften                        | Damendoppel | 2     | Bożena Siemieniec / Zofia Żółtańska (Technik Głubczyce)                  |
| 1983      | Polnische Einzelmeisterschaften                        | Dameneinzel | 2     | Bożena Wojtkowska (Technik Głubczyce)                                    |
| 1983      | Polnische Einzelmeisterschaften                        | Mixed       | 1     | Kazimierz Ciurys / Bożena Wojtkowska (Technik Głubczyce)                 |
| 1983/1984 | DDR: Internationales Werner-Seelenbinder-Gedenkturnier | Dameneinzel | 3     | Bożena Wojtkowska                                                        |
| 1983/1984 | DDR: Internationales Werner-Seelenbinder-Gedenkturnier | Damendoppel | 2     | Bożena Wojtkowska / Bożena Siemieniec                                    |
| 1984      | Polnische Einzelmeisterschaften                        | Dameneinzel | 1     | Bożena Wojtkowska (Technik Głubczyce)                                    |
| 1984      | Polnische Einzelmeisterschaften                        | Damendoppel | 1     | Bożena Siemieniec / Bożena Wojtkowska (Technik Głubczyce)                |
| 1984      | Polnische Einzelmeisterschaften                        | Mixed       | 1     | Kazimierz Ciurys / Bożena Wojtkowska (Technik Głubczyce)                 |
| 1985      | Polnische Einzelmeisterschaften                        | Dameneinzel | 1     | Bożena Wojtkowska (Technik Głubczyce)                                    |
| 1985      | Polnische Einzelmeisterschaften                        | Mixed       | 2     | Kazimierz Ciurys / Bożena Wojtkowska (Technik Głubczyce)                 |
| 1985      | Polnische Einzelmeisterschaften                        | Damendoppel | 1     | Ewa Wilman / Bożena Wojtkowska (Technik Głubczyce)                       |
| 1986      | Polnische Einzelmeisterschaften                        | Damendoppel | 2     | Bożena Haracz / Ewa Wilman (Technik Głubczyce)                           |
| 1986      | Polnische Einzelmeisterschaften                        | Dameneinzel | 2     | Bożena Haracz (Technik Głubczyce)                                        |
| 1987      | Polnische Einzelmeisterschaften                        | Damendoppel | 3     | Bożena Haracz / Barbara Zimna (Technik Głubczyce)                        |
| 1987      | Polnische Einzelmeisterschaften                        | Dameneinzel | 1     | Bożena Haracz (Technik Głubczyce)                                        |
| 1987      | Polnische Einzelmeisterschaften                        | Mixed       | 1     | Jerzy Dołhan / Bożena Haracz (Technik Głubczyce)                         |
| 1987      | Ungarn: Internationale Meisterschaften                 | Damendoppel | 1     | Bożena Haracz / Bożena Siemieniec                                        |
| 1987      | Ungarn: Internationale Meisterschaften                 | Mixed       | 1     | Jerzy Dołhan / Bożena Haracz                                             |
| 1987      | Polish International                                   | Damendoppel | 1     | Bożena Haracz / Bożena Siemieniec                                        |
| 1988      | Österreich: Internationale Meisterschaften             | Damendoppel | 1     | Bożena Haracz / Bożena Siemieniec                                        |
| 1988      | Österreich: Internationale Meisterschaften             | Mixed       | 1     | Jerzy Dołhan / Bożena Haracz                                             |
| 1988      | Irland: Internationale Meisterschaften                 | Damendoppel | 1     | Bożena Haracz / Bożena Siemieniec                                        |
| 1988      | Polnische Einzelmeisterschaften                        | Dameneinzel | 2     | Bożena Haracz (Technik Głubczyce)                                        |
| 1988      | Polnische Einzelmeisterschaften                        | Mixed       | 1     | Jerzy Dołhan / Bożena Haracz (Technik Głubczyce)                         |
| 1988      | Polnische Einzelmeisterschaften                        | Damendoppel | 1     | Bożena Haracz / Bożena Siemieniec (Technik Głubczyce)                    |
| 1989      | Bulgarien: Internationale Meisterschaften              | Mixed       | 2     | Jerzy Dołhan / Bożena Haracz                                             |
| 1989      | Polnische Einzelmeisterschaften                        | Dameneinzel | 2     | Bożena Haracz (Technik Głubczyce)                                        |
| 1989      | Polnische Einzelmeisterschaften                        | Damendoppel | 1     | Bożena Haracz / Bożena Siemieniec (Technik Głubczyce)                    |
| 1989      | Polnische Einzelmeisterschaften                        | Mixed       | 1     | Jerzy Dołhan / Bożena Haracz (Technik Głubczyce)                         |
| 1990      | Polnische Einzelmeisterschaften                        | Damendoppel | 1     | Bożena Haracz / Beata Syta (Technik Głubczyce)                           |
| 1990      | Polnische Einzelmeisterschaften                        | Mixed       | 1     | Jerzy Dołhan / Bożena Haracz (Technik Głubczyce)                         |
| 1991      | Polnische Einzelmeisterschaften                        | Damendoppel | 1     | Bożena Haracz / Bożena Siemieniec (Technik Głubczyce)                    |
| 1991      | Österreich: Internationale Meisterschaften             | Mixed       | 1     | Jerzy Dołhan / Bożena Haracz                                             |
| 1991      | Polnische Einzelmeisterschaften                        | Mixed       | 1     | Jerzy Dołhan / Bożena Haracz (Technik Głubczyce)                         |
| 1991      | Swiss Open                                             | Mixed       | 3     | Jerzy Dołhan / Bożena Haracz                                             |
| 1992      | Polnische Einzelmeisterschaften                        | Damendoppel | 1     | Bożena Bąk / Bożena Haracz (Technik Głubczyce)                           |
| 1992      | Swiss Open                                             | Damendoppel | 3     | Bożena Haracz / Beata Syta                                               |
| 1992      | Polnische Einzelmeisterschaften                        | Mixed       | 1     | Jerzy Dołhan / Bożena Haracz (Technik Głubczyce)                         |
| 1992      | Swiss Open                                             | Mixed       | 3     | Jerzy Dołhan / Bożena Haracz                                             |
| 1993      | Polnische Einzelmeisterschaften                        | Mixed       | 1     | Jerzy Dołhan / Bożena Haracz (Technik Głubczyce)                         |
| 1993      | Polnische Einzelmeisterschaften                        | Damendoppel | 1     | Bożena Bąk / Bożena Haracz (Technik Głubczyce)                           |
| 1995      | Polnische Einzelmeisterschaften                        | Mixed       | 1     | Jerzy Dołhan / Bożena Haracz (Technik Głubczyce)                         |
| 1995      | Polnische Einzelmeisterschaften                        | Damendoppel | 3     | Bożena Bąk / Bożena Haracz (Azs Agh Kraków / Technik Głubczyce)          |
| 1997      | Polnische Einzelmeisterschaften                        | Mixed       | 2     | Jerzy Dołhan / Bożena Haracz (Technik Głubczyce / Azs Pś Gliwice)        |
| 1997      | Polnische Einzelmeisterschaften                        | Damendoppel | 2     | Bożena Haracz / Beata Syta (Azs Pś Gliwice / Polonez Warszawa)           |
| 1998      | Polnische Einzelmeisterschaften                        | Mixed       | 2     | Jerzy Dołhan / Bożena Haracz (Zremb Solec Kuj. / Technik Głubczyce)      |
| 1998      | Polnische Einzelmeisterschaften                        | Damendoppel | 1     | Bożena Haracz / Katarzyna Krasowska (Technik Głubczyce)                  |
| 1999      | Polnische Einzelmeisterschaften                        | Damendoppel | 1     | Bożena Haracz / Joanna Szleszyńska (Technik Głubczyce / Skb Suwałki)     |
| 1999      | Polnische Einzelmeisterschaften                        | Mixed       | 3     | Jerzy Dołhan / Bożena Haracz (Technik Głubczyce)                         |
| 2000      | Polnische Einzelmeisterschaften                        | Damendoppel | 1     | Bożena Haracz / Katarzyna Krasowska (Technik Głubczyce)                  |
| 2006      | Senioren-Europameisterschaft 35+                       | Damendoppel | 2     | Dorota Grzejdak / Bożena Haracz                                          |
| 2006      | Senioren-Europameisterschaft 40+                       | Mixed       | 2     | Jerzy Dołhan / Bożena Haracz                                             |